# Таманське
Тама́нське (каз. Таман) — село у складі району Магжана Жумабаєва Північноказахстанської області Казахстану. Адміністративний центр Таманського сільського округу.
Населення — 462 особи (2021; 592 у 2009, 727 у 1999, 910 у 1989).
Національний склад станом на 1989 рік:
- росіяни — 56 %.

## Уродженці
- Крапп Іван Олександрович (1985—2015) — солдат Збройних сил України, учасник російсько-української війни.